# Такэмура, Нобукадзу
Нобукадзу Такэмура (яп. 竹村 延和 Такэмура Нобукадзу) — японский музыкант, чей стиль сменялся с джаза к хаусу и драм-н-бейсу, к камерной музыке и в конце-концов glitch в течение десятилетия. Родился в городе Хираката префектуры Осака в августе 1968 года, в детстве увлекался панком и музыкой Новой Волны. В старшей школе, после работы в музыкальном магазине, открывшей ему джаз и хип хоп, появлялся на концертах[неизвестный термин] как бэттловый[неизвестный термин] диджей.

## Карьера
В 1990 году Такэмура основал Audio Sports совместно с Тэцуро Ямацукой (Boredoms) и Аки Ондой. Их первый альбом, Era of Glittering Gas, был выпущен в 1992 году (после чего Онда перехватил контроль над проектом), в том же году, что и первый сольный альбом Такэмуры, под псевдонимом DJ Takemura. Он также выпускал материал с Spiritual Vibes (с 1993) и как Child’s View (с 1994). В настоящее время в паре с вокалисткой/композитором Childisc Цуюко Аки под псевдонимом Assembler.
Нобукацу основал лейблы Lollop и Childisc; его объемистые релизы, ремиксы и совместные проекты затрудняют составление комплексной дискографии, а его музыка зачастую не поддается простым категориям. В США получил известность после релиза Scope под лейблом the Thrill Jockey в 1999, альбома в котором собраны деликатные мелодии, цветущие в океане белого шума.
Его уникальный и комплексный подход к мелодии и инструментации породили множество совместных записей с признанными критиками художниками и композиторами, такими как Иссэй Миякэ, Zu, Стивен Райх, DJ Spooky, Yo La Tengo и Tortoise. Такэмура также ответственен за звуковой дизайн робота-собачки компании Sony — AIBO.

## Частичная дискография

### Синглы и EP
- Hoping For The Sun — 1993 (Mo' Wax, MW 012) 12"
- For Tomorrow — 1994 (Toy’s Factory, TFCC-88311) CD
- The Scenery Of S.H. — 1995 (Lollop, LR 010) 12"
- Sablé & Grill EP — 1998 (Childisc, CHEP-002/CHCD-005) 12"/CD
- Meteor — 1999 (Thrill Jockey, thrill 12.13) 12"
- Sign — 2000 (Thrill Jockey, thrill 12.20) 12"/2xCD
- Picnic / Oyasumi — 2001 (Bottrop-Boy, B-BOY 004) 7"
- Mahou No Hiroba — 2001 (Childisc, TKCA-72263) CD
- Mimic Robot — 2002 (Thrill Jockey, thrill 12.25) 12"
- Hiking / Viking — 2002 (Bottrop-Boy, B-BOY 008) 7"
- Recursion EP — 2002 (Childisc, CHEP-011) 12"
- Animate EP — 2002 (Childisc, CHEP-013) 12"

### Альбомы
1. Child’s View — 1994 (Bellissima! Records/Toy’s Factory, TFCC-88312)
2. Child’s View Remix — 1995 (Toy’s Factory, TFCC-88205)
3. Сhild & Magic — 1997 (Warner Music Japan, WPC6-8399)
4. Funfair — 1999 (Bubblecore Records, BC-022)
5. Scope — 1999 (Thrill Jockey, thrill 068)
6. Milano -For Issey Miyake Men By Naoki Takizawa — 1999 (Warner Music Japan, WPC6-10017)
7. Finale -For Issey Miyake Men By Naoki Takizawa — 1999 (Warner Music Japan, WPC6-10062)
8. Hoshi No Koe — 2001 (Thrill Jockey, thrill 094)
9. Water’s Suite — 2002 (Extreme, XLTD 005)
10. Animate — 2002 (Childisc, CHCD-030)
11. Assembler 1 — 2002 (Childisc, CHCD-031)
12. Songbook — 2003 (Bubblecore Records, BC-041)
13. 10th — 2003 (Thrill Jockey, thrill 118)
14. Assembler 2 — 2003 (Thrill Jockey, thrill 123)
15. Kobito No Kuni (Unreleased Tracks ~1999) — 2007 (Moonlit, CMCD-002)